# Frederic de Baden-Austria

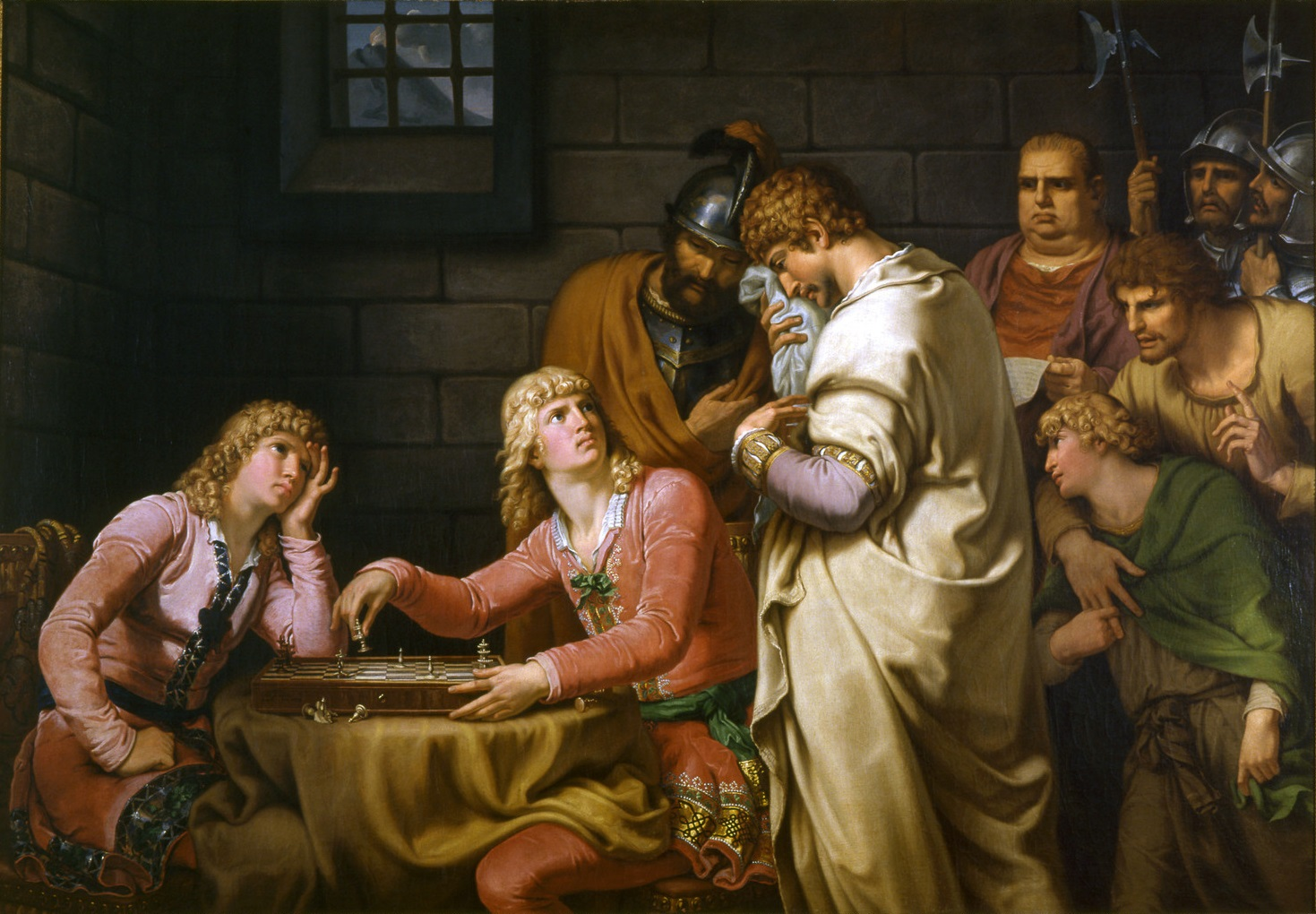
„Frederic și Conradin ascultându-și condamnarea la moarte la Neapole” (pictură de, 1784)

Frederic de Baden-Austria (n. 1249, Alland – d. 29 octombrie 1268, Neapole), aparținând familiei Zähringen, a fost margraf titular de Verona și Baden din 1250 până în 1268 și pretendent al titlului de duce al Stiriei și Austriei în aceeași perioadă de timp. Însoțindu-l într-o campanie militară pe camaradul său Conrad de Hohenstaufen (numit Conradin), Frederic a fost executat din ordinul regelui Carol I al Neapolelui.

## Biografie
Frederic (al II-lea margraf de Baden cu acest nume) a fost fiul lui Herman al VI-lea, margraf titular de Verona și Baden (pretendent la titlul de duce al Austriei) și al soției sale Gertruda de Babenberg, fiica lui Henric cel Crud al Austriei. Gertruda a fost nepoata ducelui Frederic al II-lea Certărețul, ultimul conducător al Casei de Babenberg. Herman al VI-lea, tatăl lui Frederic, a revendicat ducatul Austriei în numele soției sale, dar nu a putut să-și impună pretenția la succesiune și a murit în 1250 la vârsta de 25 de ani.
După moartea soțului ei Gertruda a rămas la rudele sale din Saxonia, la Meissen, împreună cu cei doi copii, apoi ca ducesă a rezidat la Kahlenberg, lângă Viena. Ottokar Přemysl al Boemiei ocupase Austria în 1251 fără rezistență deoarece se căsătorise cu mătușa Gertrudei, Margareta de Babenberg și pretindea moștenirea soției sale. Familia fugise în Stiria, care îi revenise parțial Gertrudei în 1254 prin Pacea de la Ofen. Gertruda a locuit apoi în Voitsberg și Judenburg, iar Frederic a fost încredințat cumnatului ei, ducele Ulrich al III-lea de Carintia spre creștere și educare. Cel mai târziu în 1266, când Frederic a ajuns la vârsta majoratului, s-a mutat în Bavaria unde s-a împrietenit cu  Conradin de Hohenstaufen.
În 1267 el a partcipat la incursiunea lui Conradin în Italia pentru recucerirea moștenirii dinastiei Staufen. Împreună cu prietenul său, care se considera rege al Ierusalimului și al Siciliei, Frederic a luptat împotriva Siciliei. Papa îl considera pe Conradin doar duce al Suabiei și rege al Ierusalimului așa încât l-a numit  rege al Siciliei pe Carol de Anjou, fratele lui Ludovic al IX-lea al Franței. De aceea în 1267 Conradin și Frederic au pornit cu o mică armată împotriva lui Carol de Anjou. Pe 18 noiembrie 1267 papa Clemens al IV-lea l-a excomunicat pe Conradin și apoi l-a detronat ca rege al Ierusalimului.
Pe 24 iulie 1268 Conradin a intrat în Roma fiind întâmpinat cu bucurie. După ce s-au retras din Roma, Frederic și Conradin l-au învins pe Carol de Anjou în Valea Pesa (Arno). Pe 23 august a avut loc o altă bătălie împotriva lui Carol de Anjou la Abruzzo (numită mai târziu Bătălia de la Tagliacozzo). La început trupele lui Conradin și Frederic au fost în avantaj, dar urmărirea inamicului fără un plan de luptă exact a schimbat cursul confruntării și cei doi au fost învinși de Carol de Anjou. Conradin și Frederic au reușit să părăsească câmpul de luptă, dar pe 8/9 septembrie 1268 Giovanni Frangipani, un nobil roman, de altfel vasal al familiei Staufer, i-a capturat la Torre Astura⁠(d) și i-a predat lui Carol de Anjou. Acesta i-a condamnat la moarte pe cei doi împreună cu alți adepți care îl urmaseră pe Conradin. Pe 29 octombrie 1268 au fost decapitați în Piazza Mercato din Neapole. Rămășițele lor nu au fost înmormânte în cimitir, osemintele fiind ulterior mutate în Basilica Santa Maria del Carmine din apropiere după dorința Elisabetei de Bavaria, mama lui Conradin, acolo unde se află și astăzi. Papa Clement al IV-lea a murit la o lună după execuție, iar Carol de Anjou a fost expulzat din regatul Siciliei după Vecerniile Siciliene din 1282.
Testamentul lui Frederic, scris chiar înainte de execuție, indică faptul că era căsătorit. El a lăsat moștenire teritoriile din Austria celor doi duci ai Bavariei, Ludovic cel Strict și Henric al XIII-lea, cărora le-a recomandat pe soția și pe sora sa. Frederic a lăsat mamei sale ducatele Stiria și Austria, însă fără puterea de a dispune efectiv de ele. Nu există surse de informații referitoare la soția lui Frederic.

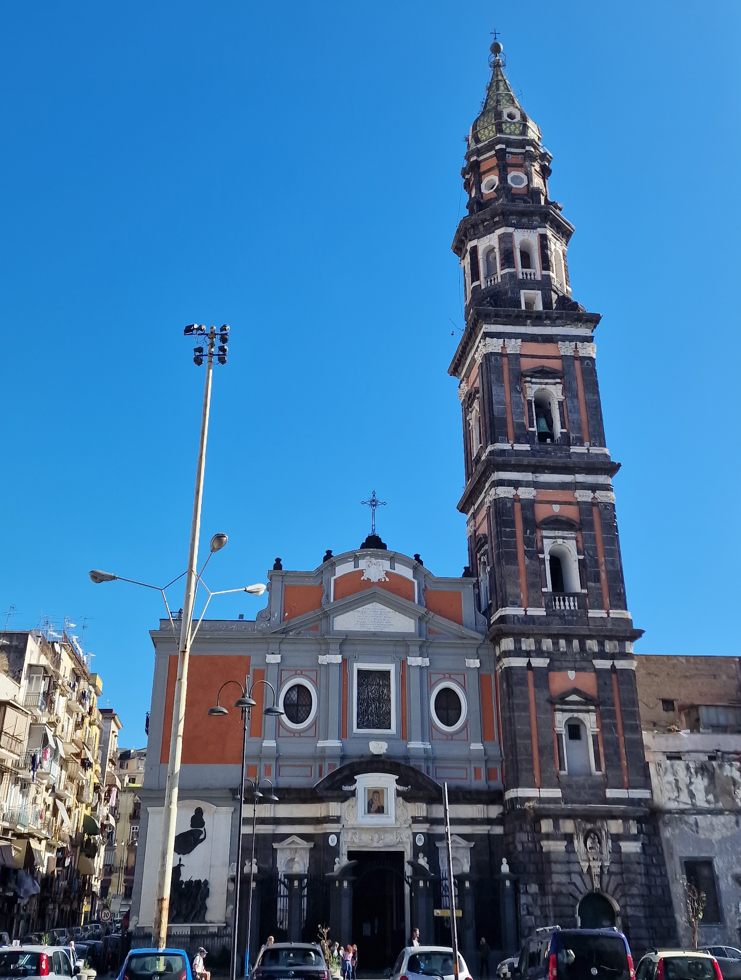
Basilica Santa Maria del Carmine din Neapole

În 1847 prințul moștenitor de atunci, ulterior rege al Bavariei sub numele Maximilian al II-lea, a cerut ca osemintele lui Conradin să fie dezgropate. Un al doilea sicriu de plumb, care nu a putut fi scos deoarece se afla sub corul basilicii, conține probabil rămășițele lui Frederic.